# Оскар (кинопремия, 2020)
92-я церемония вручения наград премии «Оскар» за заслуги в области кинематографа за 2019 год состоялась 9 февраля 2020 года в театре «Долби» в Голливуде (Лос-Анджелес, штат Калифорния, США). Номинанты в 24 категориях были представлены Академией кинематографических искусств и наук (AMPAS) (актёрами Джоном Чо и Иссой Рэй) 13 января 2020 года. Церемония транслировалась в США телерадиокомпанией ABC (в России церемонию в прямом эфире демонстрировал онлайн-кинотеатр Okko; Первый канал впервые за долгое время не показал даже сокращенную запись). Трансляция церемонии в эфире ABC поставила антирекорд, поскольку в США её посмотрели лишь 23,6 млн человек, что до 2021 года являлось самым низким показателем за всю историю отслеживания рейтингов. После успеха 2019 года (когда зрительский интерес вырос и трансляцию посмотрели 29,6 миллионов человек) церемония вновь прошла без ведущего — в третий раз в истории (ранее — в 1989 и 2019 году).
Впервые в истории премии «Оскар» главной премии в категории «Лучший фильм» удостоена неанглоязычная лента — «Паразиты» южнокорейского режиссёра Пон Чжун Хо, получившая наибольшее количество наград (4), в том числе в основных категориях — за лучшую режиссуру и оригинальный сценарий, а также лучший фильм на иностранном языке.
Лучшим актёром главной роли был признан Хоакин Феникс, воплотивший образ Джокера в одноимённом фильме. Награды за лучшую женскую роль была удостоена Рене Зеллвегер, сыгравшая Джуди Гарленд в биографической драме «Джуди». В актёрских номинациях второго плана наградами были отмечены Брэд Питт («Однажды в Голливуде») и Лора Дерн («Брачная история»).

## Список событий
| Дата                         | Событие                                       |
| Воскресенье, 27 октября 2019 | Церемония вручения специальных наград         |
| Четверг, 2 января 2020       | Голосование номинаций (начало)                |
| Вторник, 7 января 2020       | Голосование номинаций (завершение)            |
| Понедельник, 13 января 2020  | Объявление номинантов                         |
| Понедельник, 27 января 2020  | Завтрак номинантов                            |
| Четверг, 30 января 2020      | Начало окончательного голосования             |
| Вторник, 4 февраля 2020      | Завершение окончательного голосования         |
| Воскресенье, 9 февраля 2020  | 92-я церемония вручения наград премии «Оскар» |

## Список лауреатов и номинантов
Количество наград/номинаций:
- 4/6: «Паразиты»
- 3/10: «1917»
- 2/11: «Джокер»
- 2/10: «Однажды в Голливуде»
- 2/4: «Ford против Ferrari»
- 1/6: «Кролик Джоджо» / «Брачная история» / «Маленькие женщины»
- 1/3: «Скандал»
- 1/2: «Джуди» / «История игрушек 4»
- 1/1: «Рокетмен» / «Американская фабрика» / «Научиться кататься на скейтборде в зоне боевых действий (если ты девчонка)» / «Окно напротив» / «Любовь к волосам»
- 0/10: «Ирландец»
- 0/3: «Два Папы» / «Звёздные войны: Скайуокер. Восход»
- 0/2: «Гарриет» / «Боль и слава» / «Страна мёда»

 • Лауреаты выделены отдельным цветом. 

### Основные категории
| Категории                                                                     | Лауреаты и номинанты                                                                                            | Лауреаты и номинанты                                                        |                                           |
| ----------------------------------------------------------------------------- | --- | --------------------------------------------------------------------------- | ----------------------------------------- |
| Лучший фильм Награды вручала Джейн Фонда                                      | • Паразиты (продюсеры: Квак Син Э и Пон Чжун Хо)                                                                | • Паразиты (продюсеры: Квак Син Э и Пон Чжун Хо)                            |                                           |
| Лучший фильм Награды вручала Джейн Фонда                                      | • Ирландец (продюсеры: Мартин Скорсезе, Роберт Де Ниро, Джейн Розенталь и Эмма Тиллинджер Коскофф)              |                                                                             |                                           |
| Лучший фильм Награды вручала Джейн Фонда                                      | • Кролик Джоджо (продюсеры: Картью Нил и Тайка Вайтити)                                                         |                                                                             |                                           |
| Лучший фильм Награды вручала Джейн Фонда                                      | • Джокер (продюсеры: Тодд Филлипс, Брэдли Купер и Эмма Тиллинджер Коскофф)                                      |                                                                             |                                           |
| Лучший фильм Награды вручала Джейн Фонда                                      | • Маленькие женщины (продюсер: Эми Паскаль)                                                                     |                                                                             |                                           |
| Лучший фильм Награды вручала Джейн Фонда                                      | • Брачная история (продюсеры: Ноа Баумбах и Дэвид Хейман)                                                       |                                                                             |                                           |
| Лучший фильм Награды вручала Джейн Фонда                                      | • 1917 (продюсеры: Сэм Мендес, Пиппа Харрис, Джейн-Энн Тенггрен и Каллум Макдугалл)                             |                                                                             |                                           |
| Лучший фильм Награды вручала Джейн Фонда                                      | • Однажды в Голливуде (продюсеры: Дэвид Хейман, Шеннон Макинтош и Квентин Тарантино)                            |                                                                             |                                           |
| Лучший фильм Награды вручала Джейн Фонда                                      | • Ford против Ferrari (продюсеры: Питер Чернин, Дженно Топпинг и Джеймс Мэнголд)                                |                                                                             |                                           |
| Лучшая режиссёрская работа Награду вручал Спайк Ли                            | | • Пон Чжун Хо — «Паразиты»                                                  |                                           |
| Лучшая режиссёрская работа Награду вручал Спайк Ли                            | • Мартин Скорсезе — «Ирландец»                                                                                  |                                                                             |                                           |
| Лучшая режиссёрская работа Награду вручал Спайк Ли                            | • Тодд Филлипс — «Джокер»                                                                                       |                                                                             |                                           |
| Лучшая режиссёрская работа Награду вручал Спайк Ли                            | • Сэм Мендес — «1917»                                                                                           |                                                                             |                                           |
| Лучшая режиссёрская работа Награду вручал Спайк Ли                            | • Квентин Тарантино — «Однажды в Голливуде»                                                                     |                                                                             |                                           |
| Лучший актёр Награду вручала Оливия Колман                                    | | • Хоакин Феникс — «Джокер» (за роль Артура Флека / Джокера)                 |                                           |
| Лучший актёр Награду вручала Оливия Колман                                    | • Леонардо Ди Каприо — «Однажды в Голливуде» (за роль Рика Далтона)                                             |                                                                             |                                           |
| Лучший актёр Награду вручала Оливия Колман                                    | • Адам Драйвер — «Брачная история» (за роль Чарли Барбера)                                                      |                                                                             |                                           |
| Лучший актёр Награду вручала Оливия Колман                                    | • Антонио Бандерас — «Боль и слава» (за роль Сальвадора Майо)                                                   |                                                                             |                                           |
| Лучший актёр Награду вручала Оливия Колман                                    | • Джонатан Прайс — «Два Папы» (за роль кардинала Хорхе Марио Бергольо)                                          |                                                                             |                                           |
| Лучшая актриса Награду вручал Рами Малек                                      | | • Рене Зеллвегер — «Джуди» (за роль Джуди Гарленд)                          |                                           |
| Лучшая актриса Награду вручал Рами Малек                                      | • Синтия Эриво — «Гарриет» (за роль Гарриет Табмен)                                                             |                                                                             |                                           |
| Лучшая актриса Награду вручал Рами Малек                                      | • Скарлетт Йоханссон — «Брачная история» (за роль Николь Барбер)                                                |                                                                             |                                           |
| Лучшая актриса Награду вручал Рами Малек                                      | • Сирша Ронан — «Маленькие женщины» (за роль Джозефина «Джо» Марч)                                              |                                                                             |                                           |
| Лучшая актриса Награду вручал Рами Малек                                      | • Шарлиз Терон — «Скандал» (за роль Мегин Келли)                                                                |                                                                             |                                           |
| Лучший актёр второго плана Награду вручала Реджина Кинг                       | | • Брэд Питт — «Однажды в Голливуде» (за роль Клиффа Бута)                   |                                           |
| Лучший актёр второго плана Награду вручала Реджина Кинг                       | • Том Хэнкс — «Прекрасный день по соседству» (за роль Фреда Роджерса)                                           |                                                                             |                                           |
| Лучший актёр второго плана Награду вручала Реджина Кинг                       | • Энтони Хопкинс — «Два Папы» (за роль Бенедикта XVI)                                                           |                                                                             |                                           |
| Лучший актёр второго плана Награду вручала Реджина Кинг                       | • Аль Пачино — «Ирландец» (за роль Джимми Хоффы)                                                                |                                                                             |                                           |
| Лучший актёр второго плана Награду вручала Реджина Кинг                       | • Джо Пеши — «Ирландец» (за роль Рассела Буфалино)                                                              |                                                                             |                                           |
| Лучшая актриса второго плана Награду вручал Махершала Али                     | | • Лора Дерн — «Брачная история» (за роль Норы Фэншоу)                       |                                           |
| Лучшая актриса второго плана Награду вручал Махершала Али                     | • Кэти Бэйтс — «Дело Ричарда Джуэлла» (за роль Барбары «Боби» Джуэлл)                                           |                                                                             |                                           |
| Лучшая актриса второго плана Награду вручал Махершала Али                     | • Скарлетт Йоханссон — «Кролик Джоджо» (за роль Рози Бецлер)                                                    |                                                                             |                                           |
| Лучшая актриса второго плана Награду вручал Махершала Али                     | • Флоренс Пью — «Маленькие женщины» (за роль Эми Марч)                                                          |                                                                             |                                           |
| Лучшая актриса второго плана Награду вручал Махершала Али                     | • Марго Робби — «Скандал» (за роль Кайлы Посписил)                                                              |                                                                             |                                           |
| Лучший оригинальный сценарий Награды вручали Дайан Китон и Киану Ривз         | | • Пон Чжун Хо и Хан Джин Вон — «Паразиты»                                   | • Пон Чжун Хо и Хан Джин Вон — «Паразиты» |
| Лучший оригинальный сценарий Награды вручали Дайан Китон и Киану Ривз         | • Райан Джонсон — «Достать ножи»                                                                                |                                                                             |                                           |
| Лучший оригинальный сценарий Награды вручали Дайан Китон и Киану Ривз         | • Ноа Баумбах — «Брачная история»                                                                               |                                                                             |                                           |
| Лучший оригинальный сценарий Награды вручали Дайан Китон и Киану Ривз         | • Сэм Мендес и Кристи Уилсон-Кэрнс — «1917»                                                                     |                                                                             |                                           |
| Лучший оригинальный сценарий Награды вручали Дайан Китон и Киану Ривз         | • Квентин Тарантино — «Однажды в Голливуде»                                                                     |                                                                             |                                           |
| Лучший адаптированный сценарий Награду вручали Натали Портман и Тимоти Шаламе | | • Тайка Вайтити — «Кролик Джоджо»                                           | • Тайка Вайтити — «Кролик Джоджо»         |
| Лучший адаптированный сценарий Награду вручали Натали Портман и Тимоти Шаламе | • Стивен Заиллян — «Ирландец»                                                                                   |                                                                             |                                           |
| Лучший адаптированный сценарий Награду вручали Натали Портман и Тимоти Шаламе | • Тодд Филлипс и Скотт Сильвер — «Джокер»                                                                       |                                                                             |                                           |
| Лучший адаптированный сценарий Награду вручали Натали Портман и Тимоти Шаламе | • Грета Гервиг — «Маленькие женщины»                                                                            |                                                                             |                                           |
| Лучший адаптированный сценарий Награду вручали Натали Портман и Тимоти Шаламе | • Энтони Маккартен — «Два Папы»                                                                                 |                                                                             |                                           |
| Лучший анимационный полнометражный фильм Награды вручала Минди Калинг         | • История игрушек 4 / Toy Story 4 (Джош Кули, Джонас Ривера и Марк Нильсен)                                     | • История игрушек 4 / Toy Story 4 (Джош Кули, Джонас Ривера и Марк Нильсен) |                                           |
| Лучший анимационный полнометражный фильм Награды вручала Минди Калинг         | • Как приручить дракона 3 / How to Train Your Dragon: The Hidden World (Дин Деблуа, Бонни Арнольд и Брэд Льюис) |                                                                             |                                           |
| Лучший анимационный полнометражный фильм Награды вручала Минди Калинг         | • Я потеряла своё тело (Жереми Клапен и Марк дю Понтавис)                                                       |                                                                             |                                           |
| Лучший анимационный полнометражный фильм Награды вручала Минди Калинг         | • Клаус / Klaus (Серхио Паблос, Джинко Гото и Мариса Роман)                                                     |                                                                             |                                           |
| Лучший анимационный полнометражный фильм Награды вручала Минди Калинг         | • Потерянное звено / Missing Link (Крис Батлер, Арианна Сатнер и Трэвис Найт)                                   |                                                                             |                                           |
| Лучший иностранный художественный фильм Награду вручала Пенелопа Крус         | • Паразиты / 기생충 (Южная Корея), реж. Пон Чжун Хо                                                             | • Паразиты / 기생충 (Южная Корея), реж. Пон Чжун Хо                         |                                           |
| Лучший иностранный художественный фильм Награду вручала Пенелопа Крус         | • Страна мёда / Медена земја (Северная Македония), реж. Тамара Котевска и Любомир Стефанов                      |                                                                             |                                           |
| Лучший иностранный художественный фильм Награду вручала Пенелопа Крус         | • Тело Христово / Boże Ciało (Польша), реж. Ян Комаса                                                           |                                                                             |                                           |
| Лучший иностранный художественный фильм Награду вручала Пенелопа Крус         | • Отверженные / Les Misérables (Франция), реж. Ладж Ли                                                          |                                                                             |                                           |
| Лучший иностранный художественный фильм Награду вручала Пенелопа Крус         | • Боль и слава / Dolor y gloria (Испания), реж. Педро Альмодовар                                                |                                                                             |                                           |

### Другие категории
| Категории                                                                         | Лауреаты и номинанты                                                                                              | Лауреаты и номинанты                                                                                              | Лауреаты и номинанты                                                                                              |
| --------------------------------------------------------------------------------- | --- | --- | --- |
| Лучшая музыка к фильму Награду вручали Галь Гадот, Бри Ларсон и Сигурни Уивер     | | • Хильдур Гуднадоуттир — «Джокер»                                                                                 | • Хильдур Гуднадоуттир — «Джокер»                                                                                 |
| Лучшая музыка к фильму Награду вручали Галь Гадот, Бри Ларсон и Сигурни Уивер     | • Александр Деспла — «Маленькие женщины»                                                                          | | |
| Лучшая музыка к фильму Награду вручали Галь Гадот, Бри Ларсон и Сигурни Уивер     | • Рэнди Ньюман — «Брачная история»                                                                                | | |
| Лучшая музыка к фильму Награду вручали Галь Гадот, Бри Ларсон и Сигурни Уивер     | • Томас Ньюман — «1917»                                                                                           | | |
| Лучшая музыка к фильму Награду вручали Галь Гадот, Бри Ларсон и Сигурни Уивер     | • Джон Уильямс — «Звёздные войны: Скайуокер. Восход»                                                              | | |
| Лучшая песня к фильму Награды вручали Галь Гадот, Бри Ларсон и Сигурни Уивер      | | • (I’m Gonna) Love Me Again — «Рокетмен» — музыка: Элтон Джон, слова: Берни Топин                                 | |
| Лучшая песня к фильму Награды вручали Галь Гадот, Бри Ларсон и Сигурни Уивер      | • I Can’t Let You Throw Yourself Away — «История игрушек 4» — музыка и слова: Рэнди Ньюман                        | | |
| Лучшая песня к фильму Награды вручали Галь Гадот, Бри Ларсон и Сигурни Уивер      | • I’m Standing with You — «Прорыв» — музыка и слова: Дайан Уоррен                                                 | | |
| Лучшая песня к фильму Награды вручали Галь Гадот, Бри Ларсон и Сигурни Уивер      | • Into the Unknown — «Холодное сердце 2» — музыка и слова: Кристен Андерсон-Лопес и Роберт Лопес                  | | |
| Лучшая песня к фильму Награды вручали Галь Гадот, Бри Ларсон и Сигурни Уивер      | • Stand Up — «Гарриет» — музыка и слова: Джошуа Брайан Кэмпбелл и Синтия Эриво                                    | | |
| Лучший монтаж Награды вручали Уилл Феррелл и Джулия Луи-Дрейфус                   | • Эндрю Бакленд и Майкл Маккаскер — «Ford против Ferrari»                                                         | • Эндрю Бакленд и Майкл Маккаскер — «Ford против Ferrari»                                                         | • Эндрю Бакленд и Майкл Маккаскер — «Ford против Ferrari»                                                         |
| Лучший монтаж Награды вручали Уилл Феррелл и Джулия Луи-Дрейфус                   | • Тельма Скунмейкер — «Ирландец»                                                                                  | | |
| Лучший монтаж Награды вручали Уилл Феррелл и Джулия Луи-Дрейфус                   | • Том Иглз — «Кролик Джоджо»                                                                                      | | |
| Лучший монтаж Награды вручали Уилл Феррелл и Джулия Луи-Дрейфус                   | • Джефф Грот — «Джокер»                                                                                           | | |
| Лучший монтаж Награды вручали Уилл Феррелл и Джулия Луи-Дрейфус                   | • Ян Джин Мо — «Паразиты»                                                                                         | | |
| Лучшая операторская работа Награду вручали Уилл Феррелл и Джулия Луи-Дрейфус      | | • Роджер Дикинс — «1917»                                                                                          | • Роджер Дикинс — «1917»                                                                                          |
| Лучшая операторская работа Награду вручали Уилл Феррелл и Джулия Луи-Дрейфус      | • Родриго Прието — «Ирландец»                                                                                     | | |
| Лучшая операторская работа Награду вручали Уилл Феррелл и Джулия Луи-Дрейфус      | • Лоуренс Шер — «Джокер»                                                                                          | | |
| Лучшая операторская работа Награду вручали Уилл Феррелл и Джулия Луи-Дрейфус      | • Джарин Блашке — «Маяк»                                                                                          | | |
| Лучшая операторская работа Награду вручали Уилл Феррелл и Джулия Луи-Дрейфус      | • Роберт Ричардсон — «Однажды в Голливуде»                                                                        | | |
| Лучшая работа художника Награды вручали Майя Рудольф и Кристен Уиг                | • Барбара Линг (постановщик), Нэнси Хэй (декоратор) — «Однажды в Голливуде»                                       | • Барбара Линг (постановщик), Нэнси Хэй (декоратор) — «Однажды в Голливуде»                                       | • Барбара Линг (постановщик), Нэнси Хэй (декоратор) — «Однажды в Голливуде»                                       |
| Лучшая работа художника Награды вручали Майя Рудольф и Кристен Уиг                | • Боб Шоу (постановщик), Реджина Грейвз (декоратор) — «Ирландец»                                                  | | |
| Лучшая работа художника Награды вручали Майя Рудольф и Кристен Уиг                | • Ра Винсент (постановщик), Нора Сопкова (декоратор) — «Кролик Джоджо»                                            | | |
| Лучшая работа художника Награды вручали Майя Рудольф и Кристен Уиг                | • Деннис Гасснер (постановщик), Ли Сандалес (декоратор) — «1917»                                                  | | |
| Лучшая работа художника Награды вручали Майя Рудольф и Кристен Уиг                | • Ли Ха Джун (постановщик), Чо Вон У (декоратор) — «Паразиты»                                                     | | |
| Лучший дизайн костюмов Награду вручали Майя Рудольф и Кристен Уиг                 | • Жаклин Дюрран — «Маленькие женщины»                                                                             | • Жаклин Дюрран — «Маленькие женщины»                                                                             | • Жаклин Дюрран — «Маленькие женщины»                                                                             |
| Лучший дизайн костюмов Награду вручали Майя Рудольф и Кристен Уиг                 | • Сэнди Пауэлл и Кристофер Питерсон — «Ирландец»                                                                  | | |
| Лучший дизайн костюмов Награду вручали Майя Рудольф и Кристен Уиг                 | • Майес С. Рубео — «Кролик Джоджо»                                                                                | | |
| Лучший дизайн костюмов Награду вручали Майя Рудольф и Кристен Уиг                 | • Марк Бриджес — «Джокер»                                                                                         | | |
| Лучший дизайн костюмов Награду вручали Майя Рудольф и Кристен Уиг                 | • Арианна Филлипс — «Однажды в Голливуде»                                                                         | | |
| Лучший звук Награды вручали Сальма Хайек и Оскар Айзек                            | • Марк Тейлор и Стюарт Уилсон — «1917»                                                                            | • Марк Тейлор и Стюарт Уилсон — «1917»                                                                            | • Марк Тейлор и Стюарт Уилсон — «1917»                                                                            |
| Лучший звук Награды вручали Сальма Хайек и Оскар Айзек                            | • Гэри Райдстром, Том Джонсон и Марк Улано — «К звёздам»                                                          | | |
| Лучший звук Награды вручали Сальма Хайек и Оскар Айзек                            | • Пол Масси, Дэвид Джаммарко и Стив А. Морроу — «Ford против Ferrari»                                             | | |
| Лучший звук Награды вручали Сальма Хайек и Оскар Айзек                            | • Том Озанич, Дин А. Зупанчич и Тод А. Мэйтланд — «Джокер»                                                        | | |
| Лучший звук Награды вручали Сальма Хайек и Оскар Айзек                            | • Майкл Минклер, Кристиан П. Минклер и Марк Улано — «Однажды в Голливуде»                                         | | |
| Лучший звуковой монтаж Награду вручали Сальма Хайек и Оскар Айзек                 | • Дональд Сильвестр — «Ford против Ferrari»                                                                       | • Дональд Сильвестр — «Ford против Ferrari»                                                                       | • Дональд Сильвестр — «Ford против Ferrari»                                                                       |
| Лучший звуковой монтаж Награду вручали Сальма Хайек и Оскар Айзек                 | • Алан Роберт Мюррей — «Джокер»                                                                                   | | |
| Лучший звуковой монтаж Награду вручали Сальма Хайек и Оскар Айзек                 | • Оливер Тарни и Рэйчел Тейт — «1917»                                                                             | | |
| Лучший звуковой монтаж Награду вручали Сальма Хайек и Оскар Айзек                 | • Уайли Стейтман — «Однажды в Голливуде»                                                                          | | |
| Лучший звуковой монтаж Награду вручали Сальма Хайек и Оскар Айзек                 | • Мэттью Вуд и Дэвид Эйкорд — «Звёздные войны: Скайуокер. Восход»                                                 | | |
| Лучшие визуальные эффекты Награды вручали Джеймс Корден и Ребел Уилсон            | • Гийом Рошрон, Грег Батлер и Доминик Туи — «1917»                                                                | • Гийом Рошрон, Грег Батлер и Доминик Туи — «1917»                                                                | • Гийом Рошрон, Грег Батлер и Доминик Туи — «1917»                                                                |
| Лучшие визуальные эффекты Награды вручали Джеймс Корден и Ребел Уилсон            | • Дэн Делию, Мэтт Эйткен, Рассел Эрл и Дэн Судик — «Мстители: Финал»                                              | | |
| Лучшие визуальные эффекты Награды вручали Джеймс Корден и Ребел Уилсон            | • Пабло Хелман, Леандро Эстебекорена, Стефани Грабли и Нельсон Сепульведа — «Ирландец»                            | | |
| Лучшие визуальные эффекты Награды вручали Джеймс Корден и Ребел Уилсон            | • Роберт Легато, Адам Вальдес, Эндрю Р. Джонс и Эллиот Ньюман — «Король Лев»                                      | | |
| Лучшие визуальные эффекты Награды вручали Джеймс Корден и Ребел Уилсон            | • Роджер Гайетт, Нил Скэнлан, Патрик Тубак и Доминик Туи — «Звёздные войны: Скайуокер. Восход»                    | | |
| Лучший грим и причёски Награды вручали Сандра О и Рэй Романо                      | • Кадзу Хиро, Энн Морган и Вивиан Бейкер — «Скандал»                                                              | • Кадзу Хиро, Энн Морган и Вивиан Бейкер — «Скандал»                                                              | • Кадзу Хиро, Энн Морган и Вивиан Бейкер — «Скандал»                                                              |
| Лучший грим и причёски Награды вручали Сандра О и Рэй Романо                      | • Ники Ледерманн и Кэй Джорджиу — «Джокер»                                                                        | | |
| Лучший грим и причёски Награды вручали Сандра О и Рэй Романо                      | • Джереми Вудхед — «Джуди»                                                                                        | | |
| Лучший грим и причёски Награды вручали Сандра О и Рэй Романо                      | • Пол Гуч, Арьен Туйтен и Дэвид Уайт — «Малефисента: Владычица тьмы»                                              | | |
| Лучший грим и причёски Награды вручали Сандра О и Рэй Романо                      | • Наоми Донн, Тристан Верслёйс и Ребекка Коул — «1917»                                                            | | |
| Лучший документальный полнометражный фильм Награды вручал Марк Руффало            | • Американская фабрика (Стивен Богнар, Джулия Райхерт и Джефф Райхерт)                                            | • Американская фабрика (Стивен Богнар, Джулия Райхерт и Джефф Райхерт)                                            | • Американская фабрика (Стивен Богнар, Джулия Райхерт и Джефф Райхерт)                                            |
| Лучший документальный полнометражный фильм Награды вручал Марк Руффало            | • Пещера (Ферас Файяд, Кристин Барфод и Сигрид Дайкьер)                                                           | | |
| Лучший документальный полнометражный фильм Награды вручал Марк Руффало            | • На краю демократии / порт. Democracia em Vertigem (Петра Коста, Джоанна Натасегара, Шейн Борис и Тьяго Паван)   | | |
| Лучший документальный полнометражный фильм Награды вручал Марк Руффало            | • Для Самы (Ваад Аль-Катиб и Эдвард Уоттс)                                                                        | | |
| Лучший документальный полнометражный фильм Награды вручал Марк Руффало            | • Страна мёда / Медена земја (Любомир Стефанов, Тамара Котевска и Атанас Георгиев)                                | | |
| Лучший документальный короткометражный фильм Награды вручал Марк Руффало          | • Научиться кататься на скейтборде в зоне боевых действий (если ты девчонка) (Кэрол Дайсингер и Елена Андрейчева) | • Научиться кататься на скейтборде в зоне боевых действий (если ты девчонка) (Кэрол Дайсингер и Елена Андрейчева) | • Научиться кататься на скейтборде в зоне боевых действий (если ты девчонка) (Кэрол Дайсингер и Елена Андрейчева) |
| Лучший документальный короткометражный фильм Награды вручал Марк Руффало          | • В отсутствие (Ли Сынджун и Гэри Бёнсок Кам)                                                                     | | |
| Лучший документальный короткометражный фильм Награды вручал Марк Руффало          | • Жизнь захватывает меня / De apatiska barnen (Джон Хаптас и Кристин Сэмюэлсон)                                   | | |
| Лучший документальный короткометражный фильм Награды вручал Марк Руффало          | • Супермен Сент-Луиса (Смирити Мундра и Сами Хан)                                                                 | | |
| Лучший документальный короткометражный фильм Награды вручал Марк Руффало          | • Иди, беги, ча-ча (Лора Никс и Колетт Сандстедт)                                                                 | | |
| Лучший игровой короткометражный фильм Награду вручали Шайа Лабаф и Зак Готтсейген | • Окно напротив (Маршалл Карри)                                                                                   | • Окно напротив (Маршалл Карри)                                                                                   | • Окно напротив (Маршалл Карри)                                                                                   |
| Лучший игровой короткометражный фильм Награду вручали Шайа Лабаф и Зак Готтсейген | • Братство / Ikhwène (Мерьям Джубёр и Мария Гарсия Туржон)                                                        | | |
| Лучший игровой короткометражный фильм Награду вручали Шайа Лабаф и Зак Готтсейген | • Футбольный клуб Нефты (Ив Пиа и Дамьян Мегерби)                                                                 | | |
| Лучший игровой короткометражный фильм Награду вручали Шайа Лабаф и Зак Готтсейген | • Сария / Saria (Брайан Бакли и Мэтт Лефевр)                                                                      | | |
| Лучший игровой короткометражный фильм Награду вручали Шайа Лабаф и Зак Готтсейген | • Сестра (Дельфин Жирар)                                                                                          | | |
| Лучший анимационный короткометражный фильм Награды вручала Минди Калинг           | • Любовь к волосам (Мэттью А. Черри и Карен Руперт Толивер)                                                       | • Любовь к волосам (Мэттью А. Черри и Карен Руперт Толивер)                                                       | • Любовь к волосам (Мэттью А. Черри и Карен Руперт Толивер)                                                       |
| Лучший анимационный короткометражный фильм Награды вручала Минди Калинг           | • Дочь (Дарья Кащеева)                                                                                            | | |
| Лучший анимационный короткометражный фильм Награды вручала Минди Калинг           | • Котбуль (Розана Салливан и Кэтрин Хендерсон)                                                                    | | |
| Лучший анимационный короткометражный фильм Награды вручала Минди Калинг           | • Незабываемо (Брюно Колле и Жан-Франсуа Ле Корр)                                                                 | | |
| Лучший анимационный короткометражный фильм Награды вручала Минди Калинг           | • Сестра / 妹妹 (Сики Сонг)                                                                                       | | |

## Изменения в премии
Во время заседания совета директоров в апреле 2019 года Академия проголосовала за переименование категории «Лучший фильм на иностранном языке» в «Лучший иностранный художественный фильм». Также отмечалось, что шорт-лист на премию в этой категории расширится до десяти фильмов. Кроме того, в категории «Грим и причёски» увеличилось число фильмов для номинации с трёх до пяти, а короткий список расширился с семи до десяти.

## Специальные награды

### Премия «Оскар» за выдающиеся заслуги в кинематографе
- Дэвид Линч — американский режиссёр и сценарист[12].
- Уэс Стьюди — американский актёр, индеец из народа чероки[12].
- Лина Вертмюллер — итальянский режиссёр и сценарист[12].

### Награда имени Джина Хершолта
- Джина Дэвис — американская актриса (награждена в знак признания её работы по обеспечению равенства полов)[12].